# روژدکا
روژدکا (به چکی: Růžďka) یک منطقهٔ مسکونی در جمهوری چک است که در ناحیه وستین واقع شده‌است. روژدکا ۱۸٫۵۶ کیلومتر مربع مساحت و ۹۰۵ نفر جمعیت دارد و ۳۷۶ متر بالاتر از سطح دریا واقع شده‌است.